# Carla Laemmle

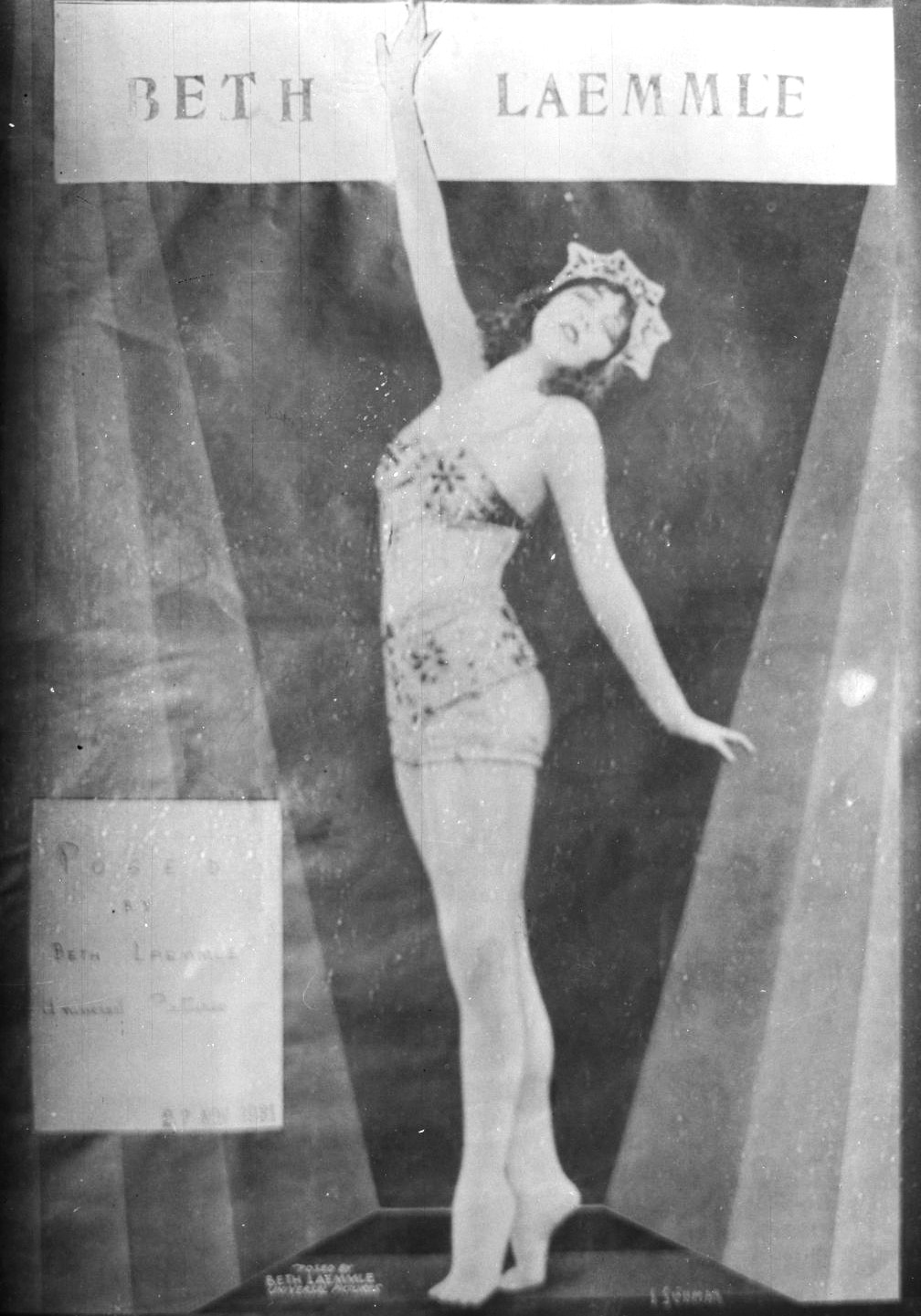
Carla Laemmle (als Beth Laemmle) auf dem Titelbild einer Zeitschrift im Jahr 1932.

Carla Isabelle Laemmle (* 20. Oktober 1909 in Chicago, Illinois; † 12. Juni 2014 in Los Angeles, Kalifornien, auch Carla Lenard und Beth Laemmle) war eine US-amerikanische Schauspielerin und Tänzerin deutscher Abstammung. Sie war die Nichte des Universal-Gründers Carl Laemmle.

## Leben und Karriere
Carla Laemmle wurde als Nichte von Carl Laemmle, dem Gründer des Filmstudios Universal Pictures, in Illinois geboren. Carlas Vater Joe und ihr Onkel waren Juden und stammten ursprünglich aus Laupheim in Württemberg, waren aber in jungen Jahren in die Vereinigten Staaten ausgewandert. Auf einen Vorschlag des Onkels hin zog die Familie 1921 von Illinois in das damals noch im Aufbau befindliche Hollywood, weil das Klima dort für den unter gesundheitlichen Problemen leidenden Vater Joe milder war. Die Familie bezog ein Haus auf dem Gelände der Universal Pictures. Im Jahre 1925 absolvierte die damals 16-jährige Laemmle im Horrorfilm Das Phantom der Oper in einer kleinen Nebenrolle als Primaballerina ihr Filmdebüt. Weil dieser Film und einige ihrer folgenden Filme noch Stummfilme waren, gehörte Laemmle kurz vor ihrem Tod zu den letzten lebenden Schauspielern der Stummfilmära.
Carla Laemmle begann eine Karriere als Sängerin und Tänzerin, kam allerdings nur selten über kleinere Nebenrollen heraus. Ihren vielleicht bedeutendsten Auftritt hatte sie in dem Universal-Horrorklassiker Dracula (1931) neben Bela Lugosi, in welchem sie in der Rolle einer lesenden Frau in einer Kutsche die ersten Worte des Filmes spricht. Im Jahre 1939 zog sie sich nach zwanzig Filmen ins Privatleben zurück.
Erst im hohen Alter stand Carla Laemmle wieder in der Öffentlichkeit. Im Jahr 2001 kehrte sie kurzzeitig als Vampirin im Film The Vampire Hunters Club vor die Kamera zurück. Sie war als Interviewpartnerin gefragt, weil sie eine der letzten lebenden Zeitzeugen der Anfangsjahre Hollywoods war und Erinnerungen an Filmstars wie Lon Chaney senior und Laurel und Hardy hatte. Im Alter von 100 Jahren hatte sie ein erneutes Filmcomeback in der Komödie Pooltime und spielte bis zu ihrem Tod Nebenrollen in einigen kleineren Hollywoodfilmen. 2011 erschien der biographische Dokumentarfilm Among the Rugged Peaks: The Carla Laemmle Story. 2014 führte sie für die Webserie Universally Me ihrer Nichte Antonia Carlotta, eines ihrer letzten Interviews. Nachdem sie sich bis zuletzt in guter gesundheitlicher Verfassung befunden hatte, verstarb sie im Alter von 104 Jahren in ihrem Haus in Los Angeles.

## Filmografie
- 1925: Das Phantom der Oper (The Phantom of the Opera)
- 1927: Topsy and Eva
- 1927: Onkel Toms Hütte (Uncle Tom's Cabin)
- 1928: The Gate Crasher
- 1929: The Broadway Melody
- 1929: The Hollywood Revue of 1929 (The Hollywood Revue of 1929)
- 1930: Der Jazzkönig (King of Jazz)
- 1931: Dracula
- 1935: Mystery of Edwin Drood
- 1935: His Last Fling
- 1936: The Adventures of Frank Merriwell
- 1936: The King Steps Out
- 1939: On Your Toes
- 2001: The Vampire Hunters Club
- 2010: Pooltime
- 2010: 100 Jahre Hollywood – die Carl Lämmle Story (Dokumentation)
- 2011: Among the Rugged Peaks (Dokumentation)
- 2013: A Sad State of Affairs
- 2014: The Extra
- 2015: Mansion of Blood